# 네오트로글라
네오트로글라(Neotrogla)는 브라질에서 발견된 다듬이벌레의 일종이다.
이 곤충은 다른 동물들과 달리, 암컷과 수컷의 성기가 반대로 되어 있다. 암컷에게 음경과 유사한 기관이, 수컷에게 질과 유사한 기관이 있다. 암컷의 음경이 수컷의 질에 삽입되어 정액을 빨아들이는 방식으로 번식한다. 이 "유사 음경"이 어떻게 진화한 것인지는 아직 정확히 밝혀지지 않았다.
네오트로글라를 발견한 요시자와 카즈노리, 로드리고 페레이라, 카미무라 요시타카, 찰스 린하르트는 2017년 이그노벨상을 수상했다.